# Koekoekslipvis
De koekoekslipvis (Labrus mixtus) is een vis uit het typegeslacht Labrus van de grote familie van de lipvissen (Labridae). De wetenschappelijke naam van de soort werd in 1758 gepubliceerd door Carl Linnaeus. De volwassen vis heeft een lengte van circa 30 cm maar kan 40 cm worden. De vis leeft in de kustwateren van de oostelijke Atlantische Oceaan van Noorwegen tot Senegal, vooral bij rotsige kusten op een diepte tot 40 à 80 meter. In de literatuur duikt voor deze soort ook regelmatig de naam Labrus bimaculatus non Linnaeus op, een verkeerd toegepaste naam. Labrus bimaculatus Linnaeus, 1758 betreft de soort Cichlasoma bimaculatum, een Cichlide.

## Beschrijving
De koekoekslipvis is zeer veranderlijk van kleur. Het mannetje krijgt in de paaitijd een bijzondere kleuring. De kop en de voorste helft van het lichaam kleuren blauw, de rest van het lichaam wordt oranje tot geel, met daarin soms blauwe vlekken. Het vrouwtje is overwegend bruinroze tot oranje, met een donkere streep door de rugvin met daarin weer lichte vlekken.
Deze vissen leven in groepen waarin één mannetje dominant is. Als dit mannetje verdwijnt, verandert een vrouwtje van geslacht en neemt de rol van het dominante mannetje over.

## Levenswijze
Labrus mixtus paait aan stenige kusten waar de mannetjesvis een 'nest' maakt in een rotsspleet en daar de eitjes bewaakt. Nijssen & De Groot voorspelden in 1987 dat deze vis op termijn ook wel binnen de 12 mijlszone van de Lage Landen zal worden waargenomen of gevangen. Het aantal door sportduikers waargenomen lipvissen in de Scheldemonding neemt inderdaad toe, maar de determinatie op soort blijft vooral bij jonge vissen lastig, dus ook verwarring met de gevlekte lipvis, zwartooglipvis en Baillons lipvis is mogelijk.

## Relatie tot de mens
Labrus mixtus staat op de Rode Lijst van de IUCN als niet bedreigd en omdat de vis niet wordt genoemd in de Visserijwet, geldt binnen de Nederlandse territoriale wateren de bescherming van de Flora- en faunawet.
De vis is gewild bij zeehengelaars.

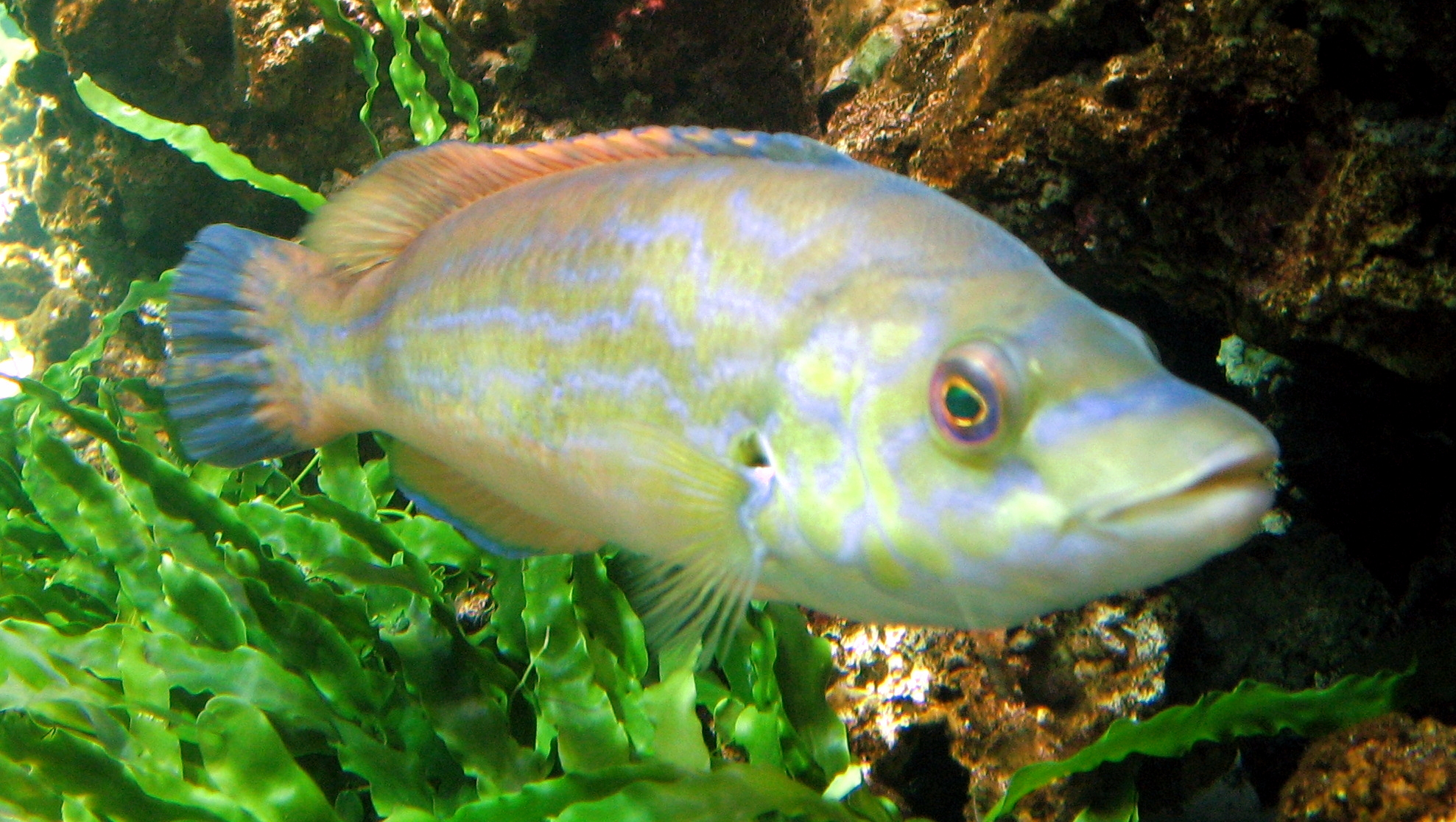
mannetje Labrus mixtus
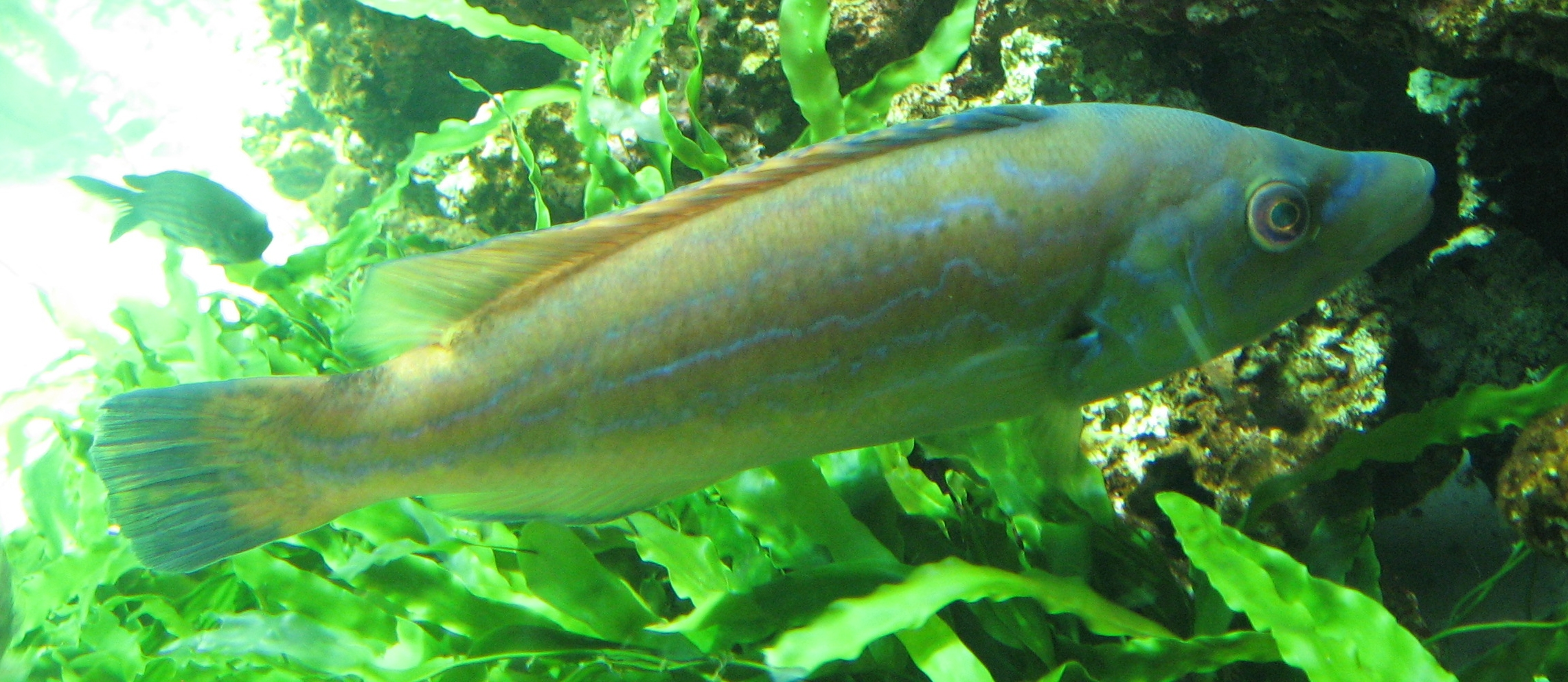
mannetje
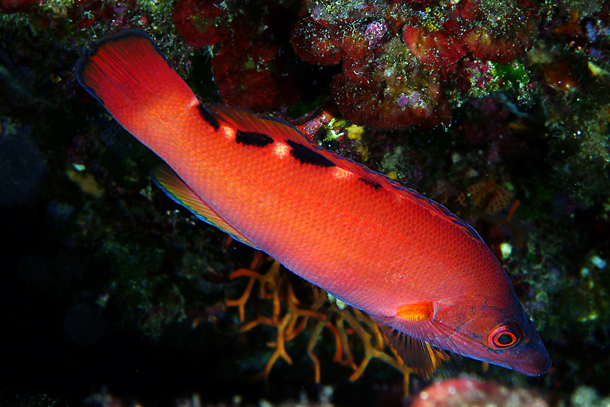
vrouwtje
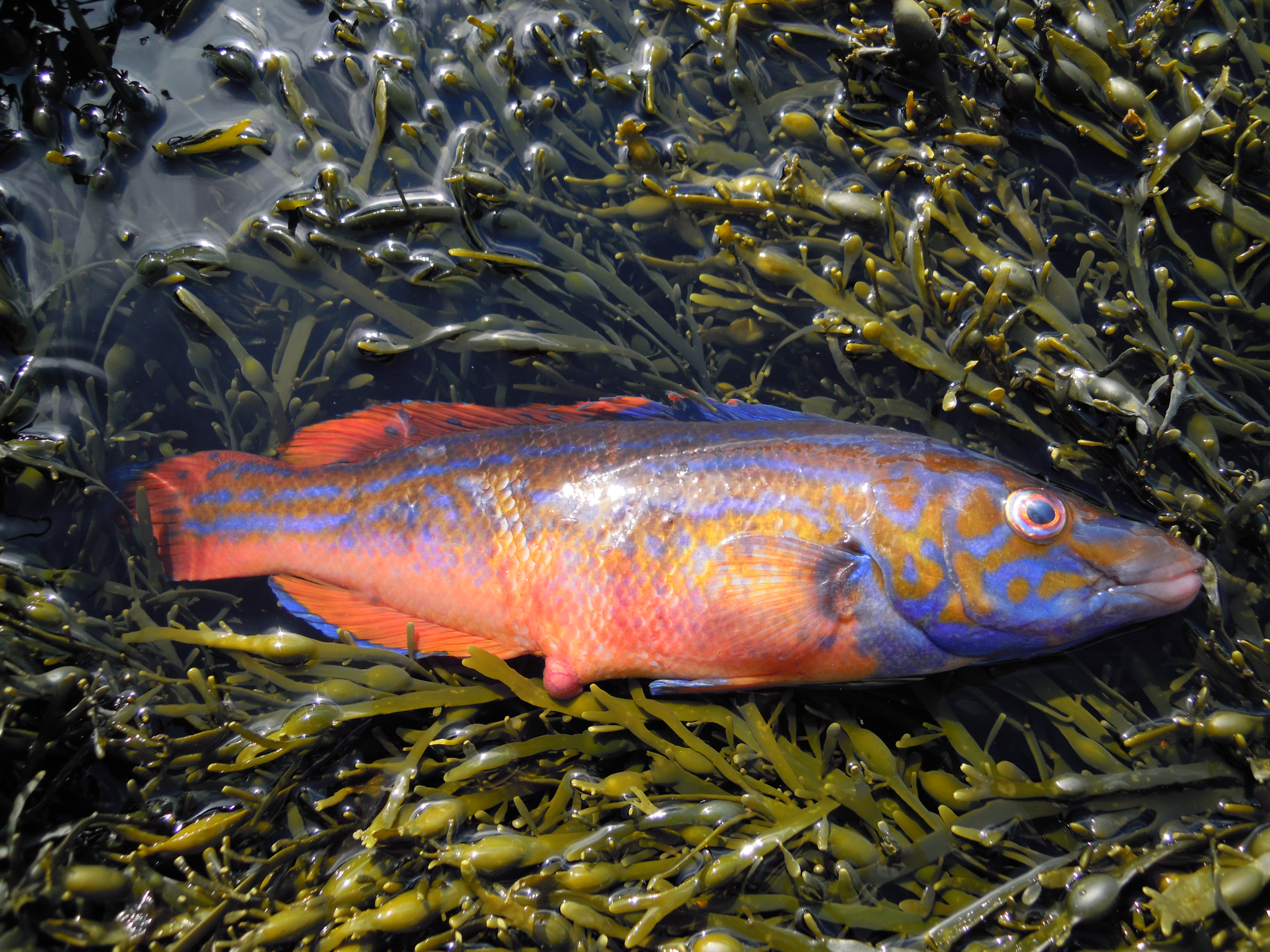
mannetje